# Monopis
Monopis är ett släkte av fjärilar som beskrevs av Jacob Hübner 1825. Monopis ingår i familjen äkta malar.

## Bildgalleri

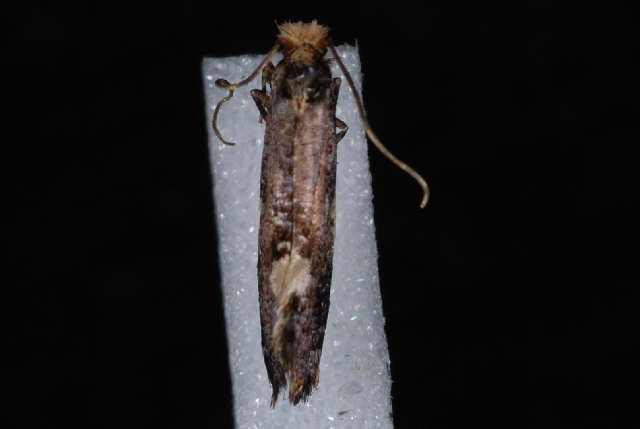
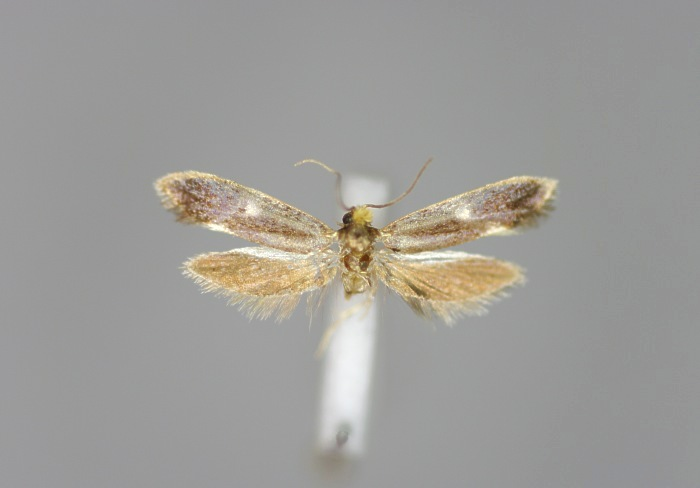
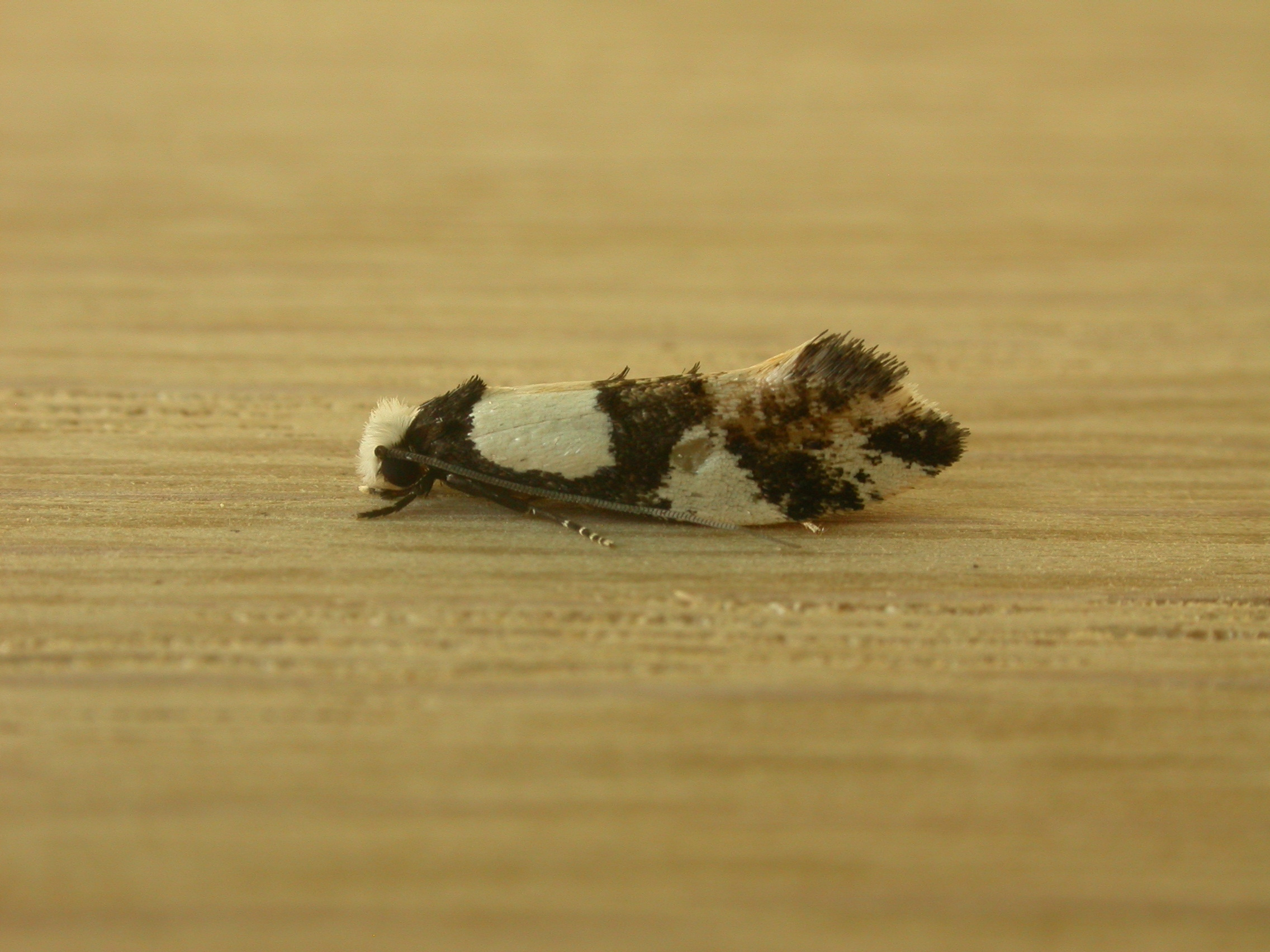
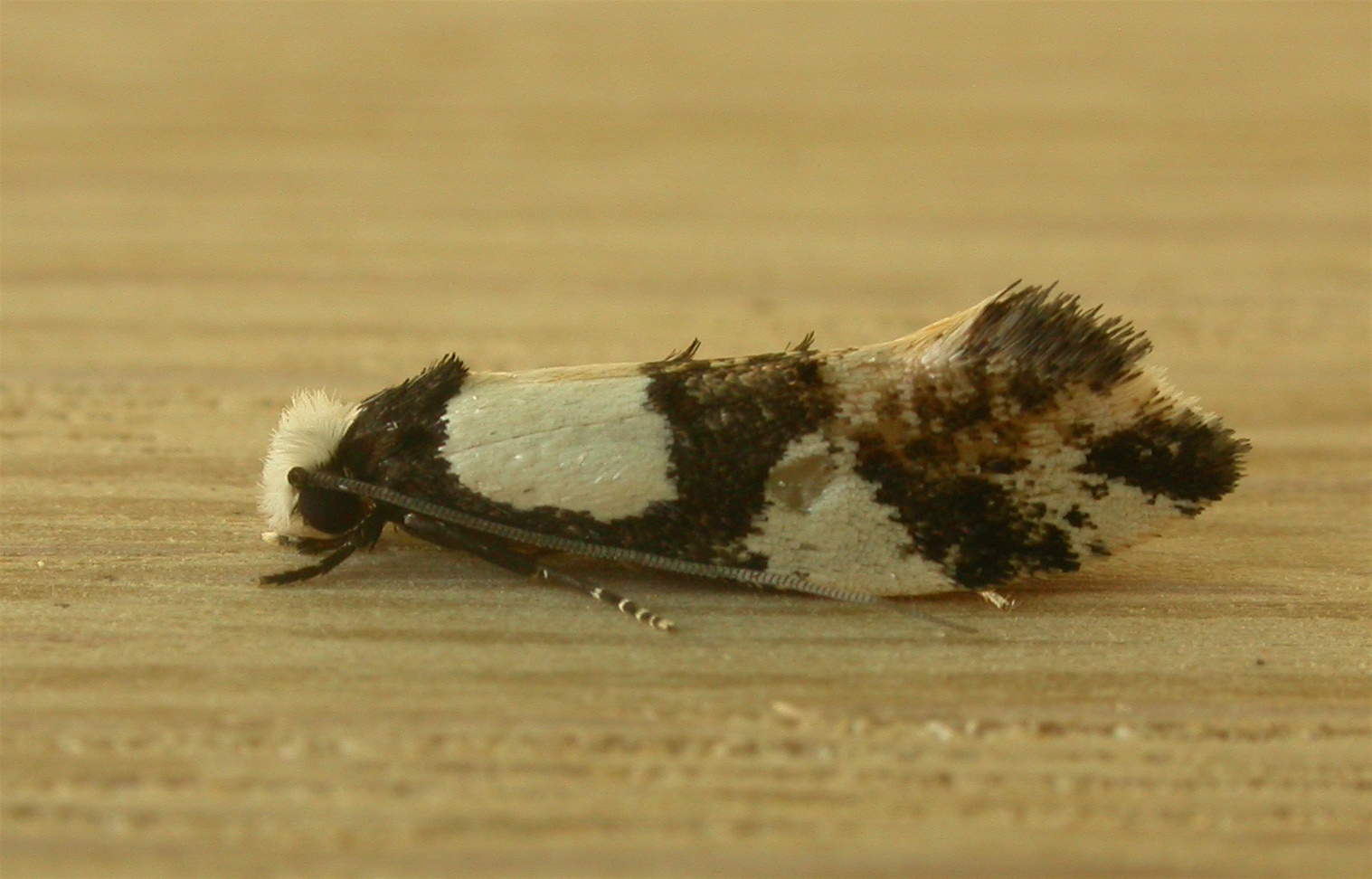
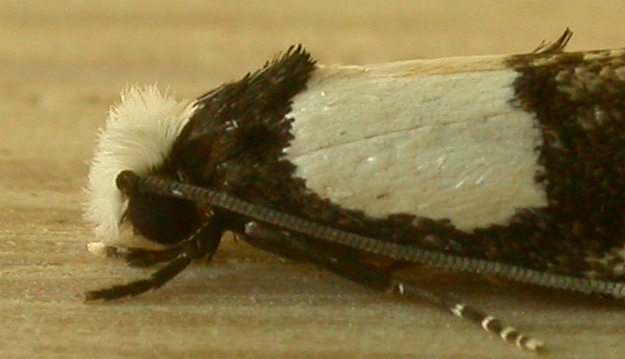
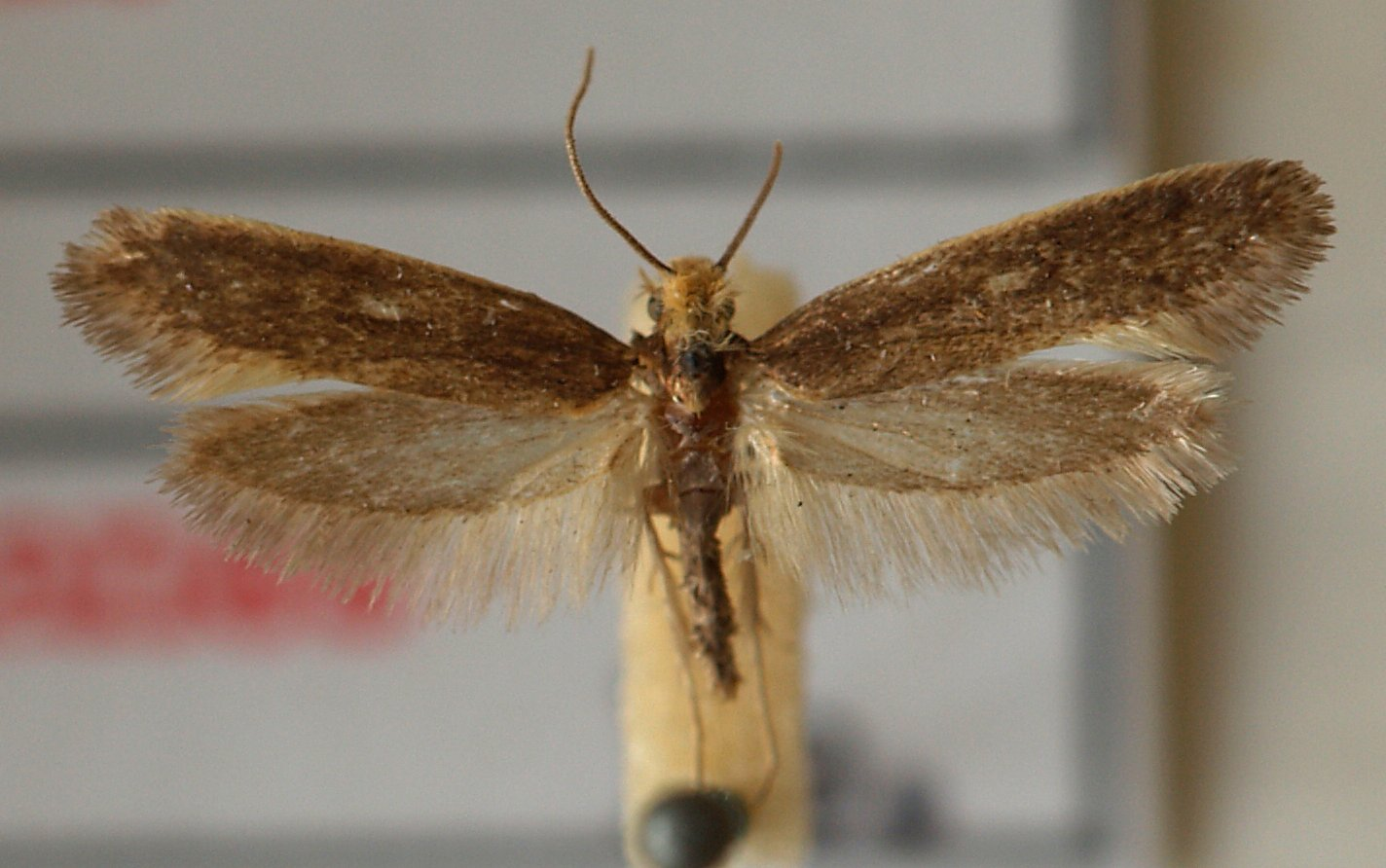

## Dottertaxa tillMonopis, i alfabetisk ordning[1][2]
- Monopis addenda
- Monopis altivagans
- Monopis anaphracta
- Monopis argillacea
- Monopis artasyras
- Monopis avara
- Monopis brachyaspis
- Monopis burmanni
- Monopis callichalca
- Monopis chrysogramma
- Monopis cirrhospila
- Monopis congestella
- Monopis coniodina
- Monopis crocicapitella
- Monopis cuspidigera
- Monopis desertella
- Monopis dicycla
- Monopis dimorphella
- Monopis dorsistrigella
- Monopis ethelella
- Fönsterbomal
- Monopis flavidorsalis
- Monopis florilega
- Monopis gozmanyi
- Monopis guangxiensis
- Monopis hemicitra
- Monopis henderickxi
- Monopis hypochrysa
- Monopis hypopiasta
- Monopis icterogastra
- Prickbomal
- Monopis immaculata
- Monopis impressella
- Monopis impressipenella
- Monopis jacobsi
- Monopis lacticaput
- Fällmal
- Monopis lamprostola
- Monopis leopardina
- Monopis liparota
- Monopis longella
- Monopis malescripta
- Monopis marginistrigella
- Monopis megalodelta
- Monopis meliorella
- Monopis meyricki
- Monopis monacha
- Munkbomal
- Monopis mongolica
- Monopis mycetophilella
- Monopis nepheloscopa
- Monopis nigricantella
- Monopis nigroleuca
- Guldkantmal
- Monopis ochroptila
- Monopis ornithias
- Monopis pallidella
- Monopis pavlovskii
- Monopis pentadisca
- Monopis persimilis
- Monopis rejectella
- Monopis rutilicostella
- Monopis sciagrapha
- Monopis semivittata
- Monopis semorbiculata
- Monopis sertifera
- Monopis similartasyras
- Monopis speculella
- Svartvit bomal
- Monopis stichomela
- Monopis straminella
- Monopis sybarita
- Monopis thiantha
- Monopis transeans
- Monopis trapezantha
- Monopis trapezoides
- Monopis trigonoleuca
- Monopis trimaculella
- Monopis tripetala
- Monopis triplacopa
- Monopis trunciformis
- Monopis typhlopa
- Hedbomal
- Monopis viatica
- Monopis zagulajevi